# Платонов, Николай Лаврентьевич
Никола́й Лавре́нтьевич Плато́нов (26 октября 1920, Шиши, Мосальский уезд, Калужская губерния, РСФСР — 29 сентября 1984, Калуга, СССР) — старший сержант Рабоче-крестьянской Красной Армии, ветеран Великой Отечественной войны, Герой Советского Союза (1944).

## Биография
Николай Платонов родился 26 октября 1920 года в деревне Шиши (ныне — Мосальский район Калужской области). После окончания семи классов школы работал на железной дороге и в колхозе. Окончил колхозную школу. В 1940 году Платонов был призван на службу в Рабоче-крестьянскую Красную Армию.
Участник Великой Отечественной войны, в мае 1942 года попал в плен в Харьковской области, в декабре — освобождён Красной армией. С марта 1943 года вновь на фронтах. К сентябрю 1943 года старший сержант Николай Платонов был помощником командира разведвзвода 610-го стрелкового полка 203-й стрелковой дивизии 12-й армии 3-го Украинского фронта. Отличился во время битвы за Днепр.
27 сентября 1943 года Платонов с телефонным аппаратом переправился через Днепр и провёл разведку немецкой обороны на его западном берегу, после чего корректировал огонь миномётов по огневым точкам противника, что способствовало успешной высадке десанта и захвату плацдарма. В тех боях Платонов лично уничтожил 6 вражеских солдат, ещё 2 — взял в плен. 24 октября Платонов во главе разведгруппы вновь переправился через Днепр, на этот раз под Запорожьем, и атаковал противника, отвлекая на себя внимание основных сил, пока в другом месте шла переправа. В ночь с 24 на 25 октября 1943 года Платонов вновь успешно корректировал огонь артиллерии по вражеским огневым точкам.
Указом Президиума Верховного Совета СССР от 19 марта 1944 года за «мужество, отвагу и героизм, проявленные в борьбе с немецкими захватчиками» старший сержант Николай Платонов был удостоен высокого звания Героя Советского Союза с вручением ордена Ленина и медали «Золотая Звезда» за номером 7222.
В конце 1944 года Платонов был демобилизован. Проживал и работал в Калуге. Скончался 29 сентября 1984 года. Похоронен на Пятницком кладбище.
Был также награждён рядом медалей.